# Alfa de la Màquina Pneumàtica
Alfa de la Màquina Pneumàtica (Aα Antliae) és l'estrella més brillat de la constel·lació de la Màquina Pneumàtica. És una estrella gegant taronja de tipus K de magnitud aparent +4,28. Està aproximadament a 366 anys llum de la Terra.